# Tim Blake Nelson
Pour les articles homonymes, voir Blake et Nelson.
Tim Blake Nelson, né Timothy Blake Nelson, le 11 mai 1964 à Tulsa, Oklahoma (États-Unis) est un acteur, réalisateur, scénariste, chanteur, producteur, dramaturge et monteur américain.

## Biographie

### Jeunesse
Timothy Blake Nelson est né le 11 mai 1964 à Tulsa, en Oklahoma, aux États-Unis.
Sa mère, Ruth, née Kaiser, était une activiste et philanthrope à Tulsa et son père, Don Nelson, un géologue et prospecteur de pétrole.
Il suit le stage de l'Oklahoma Summer Arts Institute à Quartz Mountain (stage d'été de deux semaines) de 1980 à 1982. En 1982, il est diplômé de l'Holland Hall School (en) à Tulsa. En 1986, il est major de sa promotion à l'université Brown. En 1990, il est diplômé de la Juilliard School, une école new-yorkaise réputée des arts du spectacle.

### Vie privée
Il est marié depuis 1994 à Lisa Benavides. Ils ont trois fils.

### Carrière
Il commence sa carrière au cinéma en 1992 dans le film de Nora Ephron : Ma vie est une comédie. Deux ans plus tard, il revient dans Amateur d'Hal Hartley. L'année suivante, il joue dans La Colo des gourmands et Assassins et fait ses débuts à la télévision dans House of Buggin'.
En 1997, il joue un petit rôle dans Donnie Brasco réalisé par Mike Newell. L'année d'après il tourne dans le film de guerre La Ligne rouge de Terrence Malick.
En 2000, il a un petit rôle dans une des adaptations d'Hamlet réalisé par Michael Almereyda et joue également dans O'Brother de Joel et Ethan Coen.
En 2002, il est présent dans trois films : Minority Report de Steven Spielberg, The Good Girl de Miguel Arteta et Cherish de Finn Taylor.
En 2004, il tourne dans plusieurs longs métrages : Scooby-Doo 2 : Les monstres se déchaînent, The Last Shot, Mon beau-père, mes parents et moi et Bereft. L'année suivante, il tient un petit rôle lors d'un épisode de la série Stella.
En 2006, il joue dans Come Early Morning de Joey Lauren Adams, The Darwin Awards de Finn Taylor, Hoot de Wil Shriner et Fido d'Andrew Currie.
En 2008, il incarne Samuel Sterns dans L'Incroyable Hulk réalisé par Louis Leterrier aux côtés d'Edward Norton, Liv Tyler, Tim Roth et William Hurt. L'année d'après il est présent dans un épisode de la série Les Experts.
En 2011, il est à la télévision dans deux séries : Chaos et Modern Family et au cinéma dans Flypaper de Rob Minkoff, Yelling to the Sky de Victoria Mahoney et The Big Year de David Frankel. L'année suivante, il joue une seconde fois pour Steven Spielberg dans le biopic Lincoln.
En 2013, il tourne deux fois sous la direction de James Franco dans Child of God et Tandis que j'agonise. L'année d'après, il est présent dans la mini-série Klondike, diffusée sur OCS Max avec Richard Madden, Abbie Cornish, Sam Shepard et Tim Roth qu'il retrouve pour la deuxième fois. Il joue une troisième fois pour James Franco dans The Sound and the Fury.
En 2015, il joue Selma d'Ava DuVernay, le reboot Les Quatre Fantastiques réalisé par Josh Trank et il réalise et joue dans Anesthesia, ainsi que dans la série
En 2017, il est présent dans Sidney Hall de Shawn Christensen (avec Logan Lerman, Elle Fanning, Michelle Monaghan, Kyle Chandler et Margaret Qualley) et Colossal de Nacho Vigalondo aux côtés d'Anne Hathaway, Jason Sudeikis, Dan Stevens et Austin Stowell. Il joue également dans la mini-série Wormwood.
En 2018, il incarne Buster Scruggs dans le film éponyme La Ballade de Buster Scruggs des frères Ethan et Joel Cohen. Dans ce rôle de hors la loi chanteur, Tim Blake Nelson interprète lui-même des chansons telles que Cool Water ou Little Joe The Wrangler (Surly Joe).
En 2019, il joue dans le troisième opus de la série de films mettant en scène Mike Banning (Gerard Butler), intitulée La Chute du Président réalisé par Ric Roman Waugh, mais également The Report de Scott Z. Burns, The Jesus Rolls de John Turturro et The True Don Quixote de Chris Poche. Il est aussi présent dans la série télévisée Watchmen, diffusée sur HBO.
En 2020, il tourne dans La Voie de la justice de Destin Daniel Cretton et The Long Home de James Franco (qui marque leur 4e collaboration).
En septembre 2022, il est annoncé dans la distribution du film Captain America: Brave New World prévu pour 2024, dans lequel il reprend seize ans plus tard son rôle du Leader.

## Filmographie

### Comme acteur

#### Cinéma
- 1992 : Ma vie est une comédie (This Is My Life) de Nora Ephron : Dennis
- 1994 : Amateur d'Hal Hartley : Le jeune inspecteur
- 1995 : La Colo des gourmands (Heavy Weights) de Steven Brill : Roger Johnson
- 1995 : Assassins de Richard Donner : Le pilote d'hélicoptère
- 1996 : Bienvenue chez Joe (Joe's Apartment) de John Payson : Cockroach (voix)
- 1997 : Donnie Brasco de Mike Newell : Un technicien du FBI
- 1998 : La Ligne rouge (The Thin Red Line) de Terrence Malick : Soldat Tills
- 2000 : Hamlet de Michael Almereyda : Le pilote de l'avion
- 2000 : O'Brother (O Brother, Where Art Thou ?) de Joel et Ethan Coen : Delmar
- 2002 : Minority Report de Steven Spielberg : Gideon
- 2002 : The Good Girl de Miguel Arteta : Bubba
- 2002 : Cherish (en) de Finn Taylor (en) : Daly
- 2003 : La Morsure du lézard (Holes) d'Andrew Davis : Dr Pendanski
- 2003 : Wonderland de James Cox : Billy Deverell
- 2003 : A Foreign Affair (en) d'Helmut Schleppi : Jake Adams
- 2004 : Scooby-Doo 2 : Les monstres se déchaînent (Scooby Doo 2 : Monsters Unleashed) de Raja Gosnell : Jonathan Jacobo
- 2004 : The Last Shot de Jeff Nathanson : Marshal Paris
- 2004 : Mon beau-père, mes parents et moi (Meet the Fockers) de Jay Roach : Officier LeFlore
- 2004 : Bereft de Timothy Daly et Clark Mathis (en) : Denis
- 2005 : The Amateurs de Michael Traeger : Barney Macklehatton
- 2005 : My Suicidal Sweetheart (en) de Michael Parness : Roger Bob
- 2005 : The Big White de Mark Mylod : Gary
- 2005 : Syriana de Stephen Gaghan : Danny Dalton
- 2006 : Come Early Morning de Joey Lauren Adams : Oncle Tim
- 2006 : The Darwin Awards de Finn Taylor (en) : Perp
- 2006 : Hoot de Wil Shriner (en) : Curly Branitt
- 2006 : Fido d'Andrew Currie (en) : Mr Theopolis
- 2008 : L'Incroyable Hulk (The Incredible Hulk) de Louis Leterrier : Samuel Sterns
- 2009 : Saint John of Las Vegas d'Hue Rhodes : Ned
- 2011 : Flypaper de Rob Minkoff : Petit pois
- 2011 : Yelling to the Sky de Victoria Mahoney (en) : Coleman
- 2011 : Drôles d'oiseaux (The Big Year) de David Frankel : Fuchs
- 2012 : Detachment de Tony Kaye : M. Wiatt
- 2012 : Miracle en Alaska (Big Miracle) de Ken Kwapis : Pat Lafayette
- 2012 : Lincoln de Steven Spielberg : Richard Schell
- 2013 : Child of God de James Franco : Shérif Fate
- 2013 : Tandis que j'agonise (As I Lay Dying) de James Franco : Anse
- 2014 : The Homesman de Tommy Lee Jones : L'homme sur le navire
- 2014 : The Sound and the Fury de James Franco : Jason Compson III
- 2015 : Selma d'Ava DuVernay : Colonel Al Lingo
- 2015 : Les Quatre Fantastiques (Fantastic Four) de Josh Trank : Harvey Elder
- 2015 : Anesthesia de lui-même : Adam
- 2016 : The Confirmation de Bob Nelson : Vaughn
- 2016 : Un jour dans la vie de Billy Lynn (Billy Lynn's Long Halftime Walk) d'Ang Lee : Wayne Foster
- 2017 : Sidney Hall de Shawn Christensen : Johan
- 2017 : Colossal de Nacho Vigalondo : Garth
- 2018 : La Ballade de Buster Scruggs (The Ballad of Buster Scruggs) de Joel et Ethan Coen : Buster Scruggs
- 2019 : La Chute du Président (Angel Has Fallen) de Ric Roman Waugh : Kirby
- 2019 : The Report de Scott Z. Burns : Raymond Nathan
- 2019 : The Jesus Rolls de John Turturro : le médecin
- 2019 : The True Don Quixote de Chris Poche : Don Quichotte
- 2020 : La Voie de la justice (Just Mercy) de Destin Daniel Cretton : Ralph Myers
- 2020 : The Long Home de James Franco : Hovington
- 2021 : Naked Singularity (en) de Chase Palmer : Angus
- 2021 : Nightmare Alley de Guillermo del Toro : Carny Boss
- 2021 : Old Henry de Potsy Ponciroli : Henry
- 2022 : Pinocchio de Guillermo del Toro et Mark Gustafson : les Lapins Noirs (voix)
- 2023 : Ghosted de Dexter Fletcher
- 2024 : The Bricklayer de Renny Harlin : O'Malley
- 2024 : Dune, deuxième partie[4] de Denis Villeneuve (coupé au montage)
- 2025[5]. : Captain America: Brave New World de Julius Onah : Samuel Sterns / le Commanditaire[6]
- 2025 : Deaf President Now! de Nyle DiMarco et Davis Guggenheim : Tim Rarus (documentaire ; voix)

#### Courts métrages
- 1997 : Prix Fixe de Jonathan Glatzer : L'homme à l'arrêt de bus
- 2016 : Okkervil River RIP de Will Sheff : Le prêtre

#### Télévision

##### Séries télévisées
- 1995 : House of Buggin' : Le kidnappeur
- 1996 : Lonesome Dove : Les Jeunes Années (Dead Man's Walk) : Johnny Carthage
- 2005 : Stella : Un homme
- 2009 : Les Experts (CSI : Crime Scene Investigation) : Paulie Krill
- 2011 : Chaos : Casey Malick
- 2011 : Modern Family : Hank
- 2012 / 2014 - 2015 : Black Dynamite : Chef Magellan Horn / Un scientifique pharmaceutique / Un producteur de télévision / Donald Sterling (voix)
- 2014 : Klondike : Joe Meeker
- 2015 / 2019 : Unbreakable Kimmy Schmidt : Randy
- 2017 : Wormwood : Sidney Gottlieb
- 2018 : Dallas & Robo : Le bûcheron (voix)
- 2019 : Watchmen : Wade Tillman / Miroir
- 2020 : Les Green à Big City (Big City Greens) : Grand-père Green
- 2022 : Le Cabinet de curiosités de Guillermo del Toro (Guillermo del Toro's Cabinet of Curiosities)
- 2022 : George and Tammy : Roy Acuff

##### Téléfilms
- 2005 : Warm Springs de Joseph Sargent : Tom Loyless
- 2009 : Possible Side Effects de Tim Robbins : Buzz
- 2015 : For Justice d'Ava DuVernay : Ochs Rainey

### Comme réalisateur
- 1997 : Eye of God
- 1998 : Kansas
- 2001 : Othello 2003 (O)
- 2001 : The Grey Zone (+ producteur et monteur)
- 2010 : Escroc(s) en herbe
- 2016 : Anesthesia

### Comme scénariste
- 1998 : Kansas
- 1997 : Eye of God
- 2003 : A Foreign Affair (en)
- 2010 : Escroc(s) en herbe

### Comme chanteur
- 2000 : O'Brother (O Brother, Where Art Thou ?) de Joel et Ethan Coen - chansons You Are My Sunshine et In the Jailhouse Now
- 2018 : La Ballade de Buster Scruggs (The Ballad of Buster Scruggs) de Joel et Ethan Coen - chansons Cool Water, Little Joe the Wrangler et When a Cowboy Trades His Spurs for Wings